# Charles FitzCharles

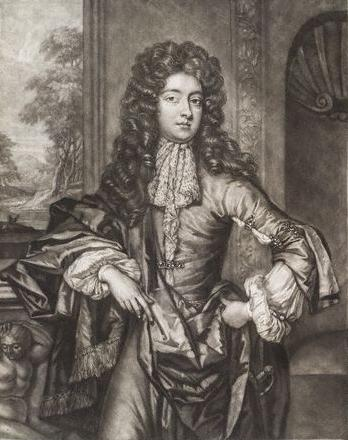
Charles FitzCharles, 1. hrabia Plymouth

Charles FitzCharles (ur. 1657 w Westminsterze, zm. 17 października 1680 w Tangerze) – angielski arystokrata i wojskowy, nieślubny syn króla Anglii i Szkocji Karola II Stuarta i Catherine Pegge, córki Thomasa Pegge.
Wykształcenie odebrał poza granicami Anglii, najprawdopodobniej w Hiszpanii. Znany był jako „Don Carlos”. 28 lipca 1675 r. otrzymał parowskie tytuły hrabiego Plymouth, wicehrabiego Totness i barona Darmouth. 19 września 1678 w Wimbledonie poślubił lady Bridget Osborne (zm. 9 maja 1718), córki Thomasa Osborne’a, 1. księcia Leeds, i lady Bridget Bertie, córki 2. hrabiego Lindsey. Małżonkowie nie mieli razem dzieci.
Charles był przyjacielem poety Thomasa Otwaya. Razem z nim służył w regimencie kawalerii we Flandrii. Później wyruszył ze swoim innym przyjacielem, Johnem Sheffieldem, na wyprawę do Tangeru. Wyruszył tam jako pułkownik nowo utworzonego pułku pieszego hrabiego Plymouth, zwanego też 2 pułkiem tangerskim. Zmarł 17 października 1680 r. na dyzenterię. Po jego śmierci Anglicy wycofali się z Tangeru.
Ciało Charlesa sprowadzono do Anglii. Został on pochowany 18 stycznia 1681 w opactwie westminsterskim.